# Zeta Volantis
Zeta Volantis (ζ Vol) – gwiazda podwójna w gwiazdozbiorze Ryby Latającej. Oddalona jest o około 134 lat świetlnych od Słońca.
Główny składnik, ζ Volantis A, to pomarańczowy olbrzym typu widmowego K o jasności obserwowanej +3,93m. Jego towarzysz, ζ Volantis B, oddalony jest od głównej gwiazdy o 16,7 sekundy kątowej i ma jasność obserwowaną około +10m.